# IPhone OS 2
iPhone OS 2 (сначала называлась iPhone OS 1.2) ― является вторым крупным выпуском мобильной операционной системы iOS, разработанной Apple Inc. и являющейся преемницей iPhone OS 1. Это был первый выпуск iOS с поддержкой сторонних приложений через App Store. iPhone OS 2.2.1 была последней версией iPhone OS 2. На смену ей пришла iPhone OS 3 17 июня 2009 года.
iPhone OS 2.0 стала доступна 11 июля 2008 года с выпуском iPhone 3G. Устройства под управлением iPhone OS 1 можно обновить до этой версии. В этой версии iOS представлен App Store, делающий сторонние приложения доступными для iPhone и iPod Touch. Перед публичным выпуском iPhone OS 2.0 Apple провела основное мероприятие, чтобы представить разработчикам комплект для разработки программного обеспечения для iPhone OS («SDK»).

## История версий
- 2.0 — 11 июля 2008 года. Поддержка iPhone SDK, App Store, iTunes, 3G, GPS и MobileMe. Первая версия для iPhone 3G.
- 2.1 — 9 сентября 2008 года.
- 2.1.1 — 12 сентября 2008 года. Первая прошивка для iPod touch 2-го поколения.
- 2.2 — 21 ноября 2008 года. Улучшения в программах «Карты» и «Mail». Усилена стабильность и производительность Safari, появились эмодзи.
- 2.2.1 — 27 января 2009 года. Исправлена ошибка при воспроизведении формата FLAC.

## Функции

### Магазин приложений
Самой заметной особенностью iPhone OS 2 был App Store. До того, как эта функция была введена, единственным способом установки пользовательских приложений на устройство был джейлбрейк, который настоятельно не рекомендуется и не поддерживается Apple. При запуске App Store было доступно для загрузки 500 приложений, хотя с тех пор это количество резко выросло. Сейчас в App Store по состоянию на 2021 год более 4 миллионов приложений и игр.

### Почта
Приложение «Почта» претерпело изменения: в нем появились push-уведомления, которые обеспечивают постоянную работу. Он также поддерживает вложения Microsoft Office, а также вложения iWork. Другие новые функции, включая поддержку BCC, множественное удаление электронной почты и возможность выбора исходящей электронной почты.

### Контакты
Приложение «Контакты» теперь имеет новый значок на главном экране, который доступен только на iPod Touch. Наряду с выпуском появилась возможность поиска контактов без поиска по одному, а также возможность импорта контактов с SIM-карты.

### Карты
Новые функции были добавлены в приложение «Карты» в обновлении программного обеспечения iPhone OS 2.2. Среди добавленных функций — включение Google Street View, маршрутов общественного транспорта и во время ходьбы, а также возможность отображать адрес упавшей булавки.

### Калькулятор
Когда устройство находится в ландшафтном режиме, приложение калькулятора отображает научный калькулятор. Также обновлена иконка приложения.

### Настройки
В настройках теперь есть возможность снова включить Wi-Fi в режиме полета, а также возможность включать/отключать службы определения местоположения.

## Прием
iPhone OS 2.0 получил очень положительные отзывы. Рене Ричи из iMore сказал: «В целом, прошивка iPhone 2.0 — потрясающее достижение, которое действительно ставит iPhone в один ряд с Apple II и iMac G3 как одну из величайших революций в современных технологиях. Это выходит за рамки простого телефона + iPod или даже смартфона и делает его ведущим претендентом на следующий великий сдвиг в вычислительной технике». Однако они раскритиковали его за проблемы со стабильностью и общую медлительность. Macworld сказал: «iPhone OS 2.0 полно усовершенствований, которые вы ожидаете от продукта Apple второго поколения. Операционная система iPhone по-прежнему не идеальна, и мы бы хотели, чтобы Apple устранила некоторые застарелые недостатки, но это долгожданный шаг вперед для того, что уже было, возможно, лучшей мобильной платформой на рынке».

## Цена на iPod Touch
Обновление с iPhone OS 1.x до iPhone OS 2.0 стоило 9,95 долларов для пользователей iPod touch и было бесплатным для пользователей iPhone.